# Klaudius Harsch
Klaudius Harsch (23 de enero de 2001) es un deportista alemán que compite en curling. Ganó una medalla de bronce en el Campeonato Mundial de Curling Mixto Doble de 2022.

## Palmarés internacional
| Campeonato Mundial Mixto Doble | Campeonato Mundial Mixto Doble | Campeonato Mundial Mixto Doble | Campeonato Mundial Mixto Doble |
| Año                            | Lugar                          | Medalla                        | Prueba                         |
| ------------------------------ | ------------------------------ | ------------------------------ | ------------------------------ |
| 2022                           | Ginebra (Suiza)                | Medalla de bronce              | Mixto doble                    |